# العمل من أجل تجديد تشاد
العمل من أجل تجديد تشاد (بالفرنسية: Action pour le renouveau du Tchad)‏ هو حزب سياسي في تشاد. فاز الحزب بمقعد واحد في الانتخابات التشريعية لعام 2011. 